# Sociedades Democráticas
Las Sociedades Democráticas en Colombia fueron organizaciones creadas por los artesanos a mediados del siglo XIX para defender sus intereses y luchar por reformas sociales y políticas.
La Sociedad de Artesanos de Bogotá fue fundada en 1847, expresando desde el comienzo el rechazo a la política de libertad de importaciones del gobierno de Tomás Cipriano de Mosquera y al Tratado de Amistad, Navegación y Comercio que firmó con Estados Unidos. Al extenderse la organización a otras ciudades, desde 1848 se convirtieron en Sociedades Democráticas, que además de los artesanos abrieron la afiliación a otras personas, e ingresaron intelectuales socialistas, campesinos y militares. Para 1849 funcionaban en al menos en 112 ciudades y poblaciones. Había dos tendencias en su interior: los “apolíticos” con Ambrosio López como líder y los “políticos”, socialistas, que lograron elegir como director de la sociedad a Emeterio Heredia.
En 1849 las Sociedades Democráticas apoyaron la candidatura presidencial de José Hilario López, comprometiéndolo con un programa de reformas sociales y políticas, parte de las cuales realizó a partir de su elección en marzo de 1849. En mayo de 1851 fue promulgada la ley de abolición de la esclavitud. Los propietarios de esclavos y conservadores dirigidos por Julio Arboleda, se levantaron en armas contra las nuevas leyes en el Cauca, Antioquia, Cundinamarca y Tolima y desataron la guerra civil de 1851. Las Sociedades Democráticas se movilizaron para defender las reformas democráticas y garantízaron una respuesta inmediata a la rebelión esclavista. Engrosaron las filas de la Guardia Nacional Auxiliar con numerosos voluntarios de las milicias democráticas.
En 1853, las Sociedades Democráticas apoyaron la candidatura presidencial de José María Obando, quien triunfó y se posesionó el 1 de abril de 1853. Los liberales gólgotas, decididos a frenar a las Sociedades Democráticas, se aliaron con los conservadores y controlaron conjuntamente tanto el Congreso, como las gobernaciones y muchas alcaldías. Aprobaron una nueva constitución que debilitó a los aliados de los artesanos, el presidente y el ejército nacional y le dio el mayor poder a las provincias, base de apoyo del Congreso y fortaleció la libertad de importaciones.
Durante el Golpe de Estado del 17 de abril de 1854 los artesanos movilizados y organizados en milicias le exigieron a Obando cerrar el Congreso, ante las conductas de los representantes en la parte legislativa y convertirse en dictador popular. Obando prefirió renunciar y las Sociedades Democráticas le dieron detención domiciliaria y luego le ofrecieron la presidencia a Melo quien era para entonces comandante de las Fuerzas Armadas de Cundinamarca y uno de los integrantes de la Junta Central Democrática. Se formó un gobierno provisional con Melo como jefe supremo y Obregón como Secretario General y con la misión de convocar a una Asamblea Constituyente. Liberales "gólgotas" y conservadores se unieron contra el gobierno provisional y comenzaron una guerra civil. Con la participación de las Sociedades Democráticas organizó sus fuerzas en el llamado "Ejército Regenerador", convocando al servicio a todos civiles integrantes de la Guardia Nacional Auxiliar y a los veteranos que habían combatido en la guerra civil de 1851. A mediados de mayo ya había duplicado el número de sus tropas.
Melo permaneció en el poder durante ocho meses, pero finalmente las tropas "constitucionalistas" de Pedro Alcántara Herrán, Tomás Cipriano de Mosquera, Julio Arboleda y José Hilario López, ubicadas al norte y sur del país se unieron y rodearon a las tropas de los artesanos que defendían Bogotá. Estos últimos presentaron una resistencia tenaz durante el asalto final a la capital, razón por la cual el partido vencedor desterró a centenares de artesanos a la zona aledaña al río Chagres en Panamá, la mayoría de los cuales fallecieron durante el viaje a pie.

## Antecedentes

### El artesanado durante la época colonial
Desde la época hispánica en el territorio del Virreinato de Nueva Granada, los artesanos y su asociación gremial desempeñaron diferentes labores en zapatería, carpintería, platería, sastrería etc. Como lo es señalado por algunos historiadores “Desde principios del siglo XVII, cientos de alarifes, carpinteros, plateros, sastres, herreros, talabarteros, zapateros, pintores y barberos, le fueron cambiando el rostro y la vida a los espacios urbanos y rurales; con su trabajo, embellecían los templos, las calles, las casas y los cuerpos de vecinos y transeúntes de la más variada condición y procedencia”.
Al mismo tiempo fueron varias las legislaciones que intentaron tener un control más eficaz de este grupo humano. Se puede señalar dentro de las leyes y ordenanzas dictaminadas al control y organización del artesanado la “Instrucción general para los gremios” promulgada a finales del siglo XVII durante el mandato de la dinastía de los Borbón y sancionada por el Virrey Manuel Antonio Flórez. Ahora, durante la existencia del ejercicio federalista de las Provincias Unidas de la Nueva Granada también se expidieron leyes que concernían a la supresión de los gremios y la libertad laboral. Lo que nos señala lo anterior es la conformación de un grupo ya establecido desde épocas coloniales que estableció ciertas formas de sociabilidad basadas en "relaciones jerárquicas de autoridad vertical”
Podría sugerirse que el padre de Ambrosio López (Jerónimo López) fue en parte partícipe de estas formas de sociabilidad que se posibilitaban en torno a las prácticas artesanales, claro está que signadas desde una fuerte organización jerárquica basada en la organización de castas propias del sistema colonial que se desarrolló en Hispanoamérica. 
A pesar de la aparentemente rígida sociedad estamental de los territorios hispanos y a diferencia de cómo es sugerido por algunas corrientes historiográficas, el ser artesano no estaba restringido a la gente blanca y a su casta. Puede verse en contraposición a lo anterior varios actores mestizos, indios y negros que cumplían la función de artesanos en diferentes regiones del Virreinato de la Nueva Granada. Tal es el caso del artesano negro Pedro Romero “artesano con ascendientes familiares de color, quien tuvo un papel político destacado durante la primera república del Estado de Cartagena de Indias (1811-1815)”. Lo anterior constata la heterogeneidad de personas que aglutino el artesanado de la Nueva Granada.

## Contexto histórico
Aunque la historiografía ha hecho énfasis en la influencia de estas sociedades durante las décadas de 1840 y 1850, los orígenes de las primeras sociedades de artesanos se remontan a la década de 1820, impulsadas por el entonces presidente Francisco de Paula Santander en su afán de crear una nueva base 
política. La manifestación de las sociedades de artesanos se dio pues en ciclos, siendo la de mediados del sligo XIX el más prolífico.
Este ciclo inició su período de auge a finales de la década del 30. En mayo de 1838 Ignacio Morales fundó en Bogotá la Sociedad Católica y posteriormente, el 10 de julio del mismo año, Lorenzo María Lleras y Juan Nepomuceno Vargas hicieron lo mismo con la Sociedad Democrática Republicana de Agricultores i Labradores Progresistas de la Provincia de Bogotá. En octubre de 1847 fue fundada la Sociedad de Artesanos, de carácter mutualista y pedagógico, que dos años más tarde se transformó en Democrática, y también la Sociedad de Bogotá. Se ha calculado que el número de asociados en su momento de más auge fue de alrededor de 4000 individuos, cuando la capital tenía un total de 25000 habitantes.
A mediados del siglo XIX el artesanado constituyó una categoría auto-identitaria que varios trabajadores se asignaban. En una perspectiva simple, los artesanos pueden considerarse como trabajadores manuales, pero sus intenciones de asociación y sus diferentes formas de sociabilidad hace considerar al artesanado como un actor político que durante el transcurso de gran parte de ese siglo ocupó un lugar importante en la arena política.
Respecto al lugar que se le asigna al artesanado son variadas las opiniones según la perspectiva. Podemos encontrar en la historiografía visiones que ubican al artesanado como una clase social o como los antecesores del movimiento proletario, por otra parte, se pueden ver opiniones que lo establecen como un movimiento de carácter plebeyo. Respecto a la primera posición, anteriormente mencionada, que trata de encontrar cierta experiencia de clase en los artesanos del siglo XIX se puede encontrar el trabajo realizado por el historiador estadounidense David Sowel. 
En el libro The Early Colombian Labor Movement: Artisans and Politics in Bogota, 1832-1919 Sowel intenta recrear en cierta medida el ejercicio realizado por E.P. Thompson sobre la clase obrera inglesa y señalar como el “ser artesano implicaba no sólo una identidad colectiva que emanaba de una función productiva compartida, sino también valores sociales comunes y una posición ante otros sectores sociales” condición que a juicio de Sowell es necesaria y suficiente para considerarla una clase. En contraste con la visión expuesta por Sowell puede verse la expuesta por Francisco Gutiérrez Sanín el cual compone a los artesanos como un movimiento plebeyo. 
En palabras concretas, la perspectiva ofrecida por Gutiérrez Sanín se aleja de las interpretaciones de clase ya que estas a su consideración “llevan a un callejón sin salida”, para solucionar esto se postula la posibilidad de entender a los artesanos y a su gran heterogeneidad como un movimiento plebeyo".

### División del Partido Liberal entre gólgotas y draconianos
La división del Partido Liberal entre gólgotas y draconianos fue una ruptura ideológica entre los dos bandos de dicho partido político colombiano en sus inicios tras su fundación en 1848. El sector liberal se fragmentó en dos partes: comerciantes a quien llamaban Gólgotas, que estaban de acuerdo con las políticas del librecambio y socialistas, los artesanos Draconianos quienes defendían el proteccionismo.

## Historia

### Sociedad de Artesanos de Bogotá
José María Melo participó con Ambrosio López de la fundación de las Sociedad de Artesanos de Bogotá, organizada por los artesanos e intelectuales socialistas influenciados por Saint-Simon y Fourier, y apasionados lectores de la obra de Louis Blanc, La Organización del Trabajo y el recientemente publicado libro de Proudhon, ¿Qué es la Propiedad?. Los líderes de los artesanos habían participado de Sociedades Bíblicas creadas para leer la traducción al castellano de la Biblia.
En 1848 los artesanos decidieron abrir la afiliación y adoptar el nombre de Sociedades Democráticas a las cuales ingresaron también intelectuales socialistas, campesinos y militares, de modo que llegaron a funcionar en al menos 112 ciudades y poblaciones.
Otros fundadores del gremio fueron Agustín Rodríguez, Cayetano Leiva, Martín Plata, José María Solano, Francisco Torres, Francisco Londoño, Pedro Aguilar, Máximo Bernal, Rafael Lasso, Bartolomé Andrade, Antonio Chaves, junto a doscientos artesanos más.

### Gobierno de Tomás Cipriano de Mosquera (1845-1849)

#### Decisiones económicas y financieras de Florentino González
En septiembre de 1846 Tomás Cipriano de Mosquera dio el control económico de su administración a Florentino González, quien desde su posesión anunciaba cambios previstos en la nueva política gubernamental, líderes y representantes coincidían en cambios urgentes sobre el sistema tributario y nuevas estrategias que favorecieran ingresos nacionales aumentando las exportaciones, inversiones con capital extranjero y mejoras en la infraestructura que era la mayor preocupación. Sin embargo desestimaron posibles consecuencias sobre el mercado interno y efectos sobre la producción nacional de manufacturas.
Para 1847 Gónzalez bajó los precios de importación de productos en las aduanas esperando mejores resultados pero la producción nacional empezó a desmoronarse y los precios en vez de bajar subieron, esto ocasionó que los productores nacionales dieran sus protestas y demandas contra el gobierno de una manera fuerte. Las reformas propuestas por González dejaban al artesanado relegado a un papel retrogrado, en donde eran vistos como estorbos para la puesta en marcha de la “civilización” en el país. Las elites, al observar la reticencia de estos sectores que antes los apoyaban no dudaron en repudiar a sus protegidos, tildándolos de «brutos e incapaces de pensar».
Las Sociedades Democráticas se opusieron al libre comercio con Inglaterra, Francia y Estados Unidos ya que las importaciones los arruinaban e impedían el nacimiento de la industria nacional. Exigieron el respeto a los resguardos indígenas y la abolición de la esclavitud, promesa hecha por Simón Bolívar desde 1821. Además rechazaron el Tratado de Paz, Amistad, Navegación y Comercio con Estados Unidos, firmado y aprobado durante el gobierno del general Tomás Cipriano de Mosquera, que facultaba a ese país para intervenir militarmente en la Provincia de Panamá. Incluso Ambrosio López —pese a que era un funcionario del gobierno— se opuso al presidente ya que las medidas lo perjudicaba personalmente.
En este periodo Latinoamérica atravesaba por reformas liberales radicales. En el territorio de la Nueva Granada, dichas reformas fueron emprendidas principalmente por la primera generación nacida luego de la Independencia, un grupo de jóvenes, en su mayoría estudiantes de Derecho del Colegio San Bartolomé. Para los políticos artífices de estas reformas el progreso se debía instaurar basándose en unos modelos ya ensañados en otras latitudes como Europa y Estados Unidos.
Las reformas liberales en varias ocasiones encontraron una base de apoyo en los sectores populares como el artesanado, pero la puesta en marcha de estas reformas no supuso a juicio de los artesanos una transformación radical en sus formas de vida. Sin embargo, las políticas cosmopolititas no eran bien vistas por algunos sectores del artesanado ya que atentaban contra una raíz más honda de los principios de los artesanos, la religión y la costumbre.

### Gobierno de José Hilario López (1849-1853)

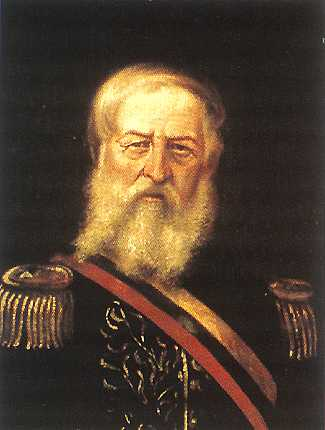
Los artesanos apoyaron a López en su elección presidencial, pero luego se le opusieron por sus medidas económicas.

En las elecciones presidenciales de 1849 y los artesanos apoyaron la candidatura del abolicionista de la esclavitud José Hilario López Valdés (quien no era pariente de Ambrosio López Pinzón), y según la versión de los conservadores, los artesanos amenazaron de muerte a los congresistas de la época si López Valdés no era elegido presidente, siendo uno de los congresistas que lo apoyó su rival conservador Mariano Ospina Rodríguez. Para entonces las elecciones eran indirectas, los ciudadanos varones elegían compromisarios. Aprovechando la división conservadora, López Valdés obtuvo la mayoría de votos y el pueblo de Bogotá se levantó en su apoyo para evitar que los ministeriales se unieran.
Para el 12 de junio de 1849 Melo se convirtió en Jefe del Cuerpo de Caballería de los Húsares de la Guarnición de Bogotá. En 1850 López expulsó del país a los jesuitas por su oposición activa a las reformas. Se aprobaron en 1850 dos leyes propuestas por su ministro de Hacienda, el joven periodista Manuel Murillo Toro, una de reforma agraria según la cual el cultivo debe ser la base de la propiedad de la tierra, y otra que limitó la tasa de interés para librar al pueblo de la usura; y el 21 de mayo de 1851 la ley de libertad de los esclavos.
López Pinzón empezó a desligarse del gobierno liberal ya que no fue tenido en cuenta para ningún cargo relevante en el gobierno, pese a que su apoyo fue vital para el triunfo de López Valdés; por lo que el artesano comenzó a mostrarse contrario con la situación política del país. Lo anterior él mismo lo expresó en su autobiografía al decirː
Para 1851 López Pinzón nos expresa un profundo descontento con la situación política del país, las reformas liberales de mitad de siglo que esperaba cambiaran la situación del artesanado no surtieron un efecto en la vida del mencionado grupo. La publicación de dos comunicados El desengaño, o confidencias de Ambrosio López y El triunfo sobre la serpiente roja, cuyo asunto es del dominio de la nación con una constatación hecha por Emérito Heredia titulado Contestación al cuaderno titulado: El desengaño ó Confidencias de Ambrosio López, etc nos habla de un momento álgido de disputa dentro de la Sociedad Democrática.
El desengaño contiene los ideales de López Pinzón respecto de una agremiación por y para los artesanos afectados, y especialmente su apoyo a López Valdés. 

#### Guerra civil de 1851 (abolición de la esclavitud)
La revuelta de los terratenientes conservadores se concentró en el sur y el oeste de la Nueva Granada. El 22 de mayo de 1851 los rebeldes se pronunciaron en Patía y Timbío; vino luego el intento de toma de San Juan de Pasto por Julio Arboleda y su posterior derrota. Arboleda viajó a negociar armas y municiones con el gobierno ecuatoriano a cambio de ceder rentas de las provincias vecinas al Ecuador; los terratenientes del Cauca, Chocó y Antioquia respaldaron este alzamiento, ya que eran poseedores de gran número de esclavos, pagando cuadrillas de hombres armados para defender sus intereses. Otros levantamientos se sucedieron en Sogamoso, Mariquita, Guatavita y El Guamo. 
El 1 de julio de 1851 estalló una revuelta en el sur del país, particularmente en Popayán, Pasto y Cali, donde los conservadores promovieron partidas armadas. El gobierno nombró entonces al general José María Obando como general en jefe del Ejército del Sur y al general Tomás Herrera comandante en el Valle del Cauca, quienes gradualmente fueron aplacando estos enfrentamientos armados.
Las Sociedades Democráticas de los artesanos se movilizaron activamente para defender al gobierno y sus reformas democráticas y garantizaron una respuesta inmediata a la rebelión esclavista. Las llamadas milicias democráticas engrosaron las filas de la Guardia Nacional Auxiliar con numerosos voluntarios. En Popayán, Obando contó con esta fuerza, cuyos integrantes "se negaron a recibir remuneración" y provenían de una amplia variedad de grupos y estratos sociales de la región y de fuerzas enviadas por los artesanos de Cali para participar en la recuperación de Pasto. Destacamentos de voluntarios de esta Guardia Nacional fueron enviados desde Bogotá a la provincia de Mariquita y a Antioquia, donde también arribaron guardias de Cali.

### Revolución de los artesanos
El golpe de Estado en la República de la Nueva Granada fue una acción militar llevada a cabo por las Sociedades Democráticas, para derrocar al presidente José María Obando. Al borde de ser destituido por los gobernadores provinciales que la constitución designaba, los artesanos y el general izquierdista José María Melo le ofrecieron la posibilidad de convertirse en dictador popular, opción que Obando no aceptó y en su lugar optó por renunciar. Fue entonces detenido y encarcelado por los revolucionarios que tomaron el poder el 17 de abril de 1854 y proclamaron a Melo presidente del país. 
En las elecciones presidenciales de 1853, el candidato liberal radical Tomás Herrera (apoyado por Melo) fue derrotado por el candidato liberal moderado Obando. El partido liberal se hallaba dividido en dos bandos: los draconianos que junto con las Sociedades Democráticas lo apoyaban, cuyos conductores eran José de Obaldía y Lorenzo María Lleras y los gólgotas con Manuel Murillo Toro y Florentino González como jefes. Los artesanos apoyaron la candidatura del expresidente Obando, quien se posesionó  el primero de abril de 1853. Los gólgotas y los partidarios de la libertad de importaciones, se aliaron con el conservadurismo —del que formaban parte los esclavistas y los clericales— y controlaron conjuntamente, tanto el Congreso, como las gobernaciones y numerosas alcaldías. Aprobaron una nueva constitución que debilitó a los aliados de los artesanos, el presidente y el ejército nacional y le dio el mayor poder a las provincias, base de apoyo del Congreso y fortaleció la libertad de importaciones. Los enfrentamientos con los sectores conservadores y de la élite se multiplicaron y frecuentemente en las calles chocaban “cachacos” aristócratas con “guaches” de la plebe urbana.
El 17 de abril de 1854 los artesanos movilizados y organizados en milicias le exigieron a Obando cerrar el Congreso, ante las conductas de los representantes en la parte legislativa y convertirse en dictador popular. Obando prefirió renunciar y las Sociedades Democráticas le dieron detención y luego le ofrecieron la presidencia a Melo quien era para entonces comandante de las Fuerzas Armadas y uno de los integrantes de la Junta Central Democrática. Una vez en el poder Melo, con el título de «Jefe Supremo de Estado de la República de Nueva Granada», dictó proclamas en que explicaba las causas de su arribo a tal posición y se llamaba defensor de la libertad.

## Legado
En algunas ciudades las Sociedades de Artesanos subsistieron o se reconstruyeron. La que llegó a adquirir mayor presencia política fue la Sociedad de los Pico de Oro, de Bucaramanga, conformada en 1864, que se enfrentó con la élite de la ciudad agrúpada en el Club de Soto y a sus aliados comerciantes y concesionarios alemanes. En 1879 el gobernador de la provincia de Soto, Pedro Rodríguez, así como el Alcalde |del cantón de Bucaramanga, Pedro Collazos Puyana, pertenecían a los Pico de Oro. Los choques violentos de ese año con la élite y sus aliados alemanes, llevaron a que el artículo 47 de la constitución de 1886 prohibiera las “juntas políticas de carácter permanente”, una clara alusión a las Democráticas.

## Fundamento intelectual
El fundamento intelectual de estas sociedades ha sido objeto de debate, autores como Jaime Jaramillo Uribe hablaron de una “etapa romántica" estuvo marcado por la influencia de autores franceses del periodo como Eugène Sue, Victor Hugo y especialmente Alphonse de Lamartine. De acuerdo a Rafael Nuñez haciendo memoria del periodo, hubo una gran difusión de autores socialistas como Louis Blanc y Pierre-Joseph Proudhon. Por ello concluyó que “de 1849 en adelante tuvimos un verdadero alud de utopías y paradojas francesas”. José María Samper menciona al socialista utópico francés Henri de Saint-Simon aunque afirma que en su caso particular se involucró en el movimiento por motivos religiosos, puesto que las teorías políticas las había aprendido en la biblia.

### Las Sociedades Democráticas y el comunismo
En 1849 el periódico El Alacrán, alineado con el sector político de las Sociedades democráticas, publicó un artículo titulado Comunismo usando términos en boga del socialismo francés como comunismo, proletario y hablando explicitamente de lucha de clase, pero también a los fundamentos cristianos que habían motivado a las sociedades.

Nuestro enemigo es la clase rica, nuestros enemigos reales son los inicuos opresores, los endurecidos monopolistas, los agiotistas protervos. ¿Por qué esta guerra de los ricos contra nosotros? Porque ya han visto que hay quien tome la causa de los oprimidos, de los sacrificados, de los infelices, a cuyo número pertenecemos; porque son acusados por su conciencia de su iniquidad; porque saben que lo que tienen es una usurpación hecha a la clase proletaria y trabajadora, porque temen que se les arrebaten sus tesoros reunidos a fuerza de atroces exacciones y de diarias rapiñas, porque temen verse arrojados de sus opulentos palacios, derribados de sus ricos coches con que insultan la miseria de los que los han elevado allí con sus sudores y su sangre; porque ven que las mayorías pueden abrir los ojos y recobrar por la fuerza lo que se les arrancó por la astucia y la maldad; porque temen que los pueblos desengañados y exacerbados griten al fin como, deben hacerlo y lo harían un día no lejano: ¡abajo los de arriba!; porque saben que el comunismo será y no quieren que sea mientras ellos viven, infames egoístas. Sí, el comunismo será; ¿por qué no había, de serlo? ¿En qué apoyarán sus derechos los expoliadores del género humano? ¿Será por ventura en la justicia? ¡ Irrisión! Pero la palabra comunismo pertenece ya al dominio de las mayorías; la discusión está abierta; de la discusión brotará la verdad; las masas conocerán al fin que unos pocos hombres están gozando solos de los bienes ¡las dichas que el Supremo Creador puso en el mundo para todos! en las masas está la fuerza

El 29 de enero de 1852 se publicó en Bogotá un periódico titulado El Socialista. El amigo del pueblo, en apoyo a José María Obando y al gobierno de José Hilario López.

## Nota
1. ↑  Carta del coronel Braulio Henao al general Tomás Herrera, Aguadas, 18 de agosto de 1851.[33]